# Liwale, Morogoro
Liwale este o așezare situată în Tanzania, în Regiunea Morogoro.